# Phytolopsis punctata
Phytolopsis punctata is een van slang uit de familie waterdrogadders (Homalopsidae).

## Naam en indeling
De wetenschappelijke naam van de soort werd voor het eerst voorgesteld door John Edward Gray in 1849. Ook het geslacht Phytolopsis werd beschreven door Gray in 1849. De slang werd lange tijd tot het geslacht Enhydris gerekend, waardoor deze naam in de literatuur veel wordt gebruikt.
De soortaanduiding punctata betekent vrij vertaald 'voorzien van een punt'.

## Uiterlijke kenmerken
De slang bereikt een lichaamslengte tot ongeveer 75 centimeter, de staart is relatief kort. De korte, afgeronde kop is niet duidelijk te onderscheiden van het lichaam door het ontbreken van een duidelijke insnoering. De slang heeft 25 rijen gladde schubben in de lengte op het midden van het lichaam, heel soms 23 of 27 rijen. Aan de buikzijde zijn 137 tot 160 schubben gelegen. Onder de staart zijn 27 tot 48 gepaarde staartschubben aanwezig. Ook de anale schub is gepaard.
De lichaamskleur is donkerbruin tot zwart met dunne gele dwarsbanden aan de bovenzijde die vaak opgebouwd zijn uit vlekjes. De buikzijde is lichter tot geel.

## Levenswijze
De vrouwtjes zetten geen eieren af maar zijn eierlevendbarend en brengen volledig ontwikkelde jongen ter wereld. Op het menu staan waarschijnlijk voornamelijk vissen.

## Verspreiding en habitat
De soort komt voor in delen van Azië en leeft in de landen Maleisië, Singapore, Indonesië en Brunei. De habitat bestaat uit permanente wateren zoals rivieren, moerassen en meren.

## Beschermingsstatus
Door de internationale natuurbeschermingsorganisatie IUCN is de beschermingsstatus 'onzeker' toegewezen (Data Deficient of DD).